# Cretonia ethiopica
Cretonia ethiopica är en fjärilsart som beskrevs av George Francis Hampson 1910. Cretonia ethiopica ingår i släktet Cretonia och familjen nattflyn. Inga underarter finns listade i Catalogue of Life.